# Le Flic et la Rebelle
Le Flic et la Rebelle (France) ou Vocations différentes (Québec) (Separate Vocations) est le 18e épisode de la saison 3 de la série télévisée d'animation Les Simpson.

## Synopsis
Lors d'un test d'orientation, Lisa, qui veut devenir jazzman, apprend avec déception qu'elle est faite pour être femme au foyer comme sa mère Marge et que Bart est destiné à devenir officier de police. Écœurée, Lisa décide alors d'arrêter de travailler, tandis que Bart apprend le métier de policier. Bien vite, Lisa intègre le gang des rebelles de l'école pendant que Bart est nommé surveillant par Skinner. Lisa, punie par sa maîtresse pour son insolence et son manque de travail, décide de se venger et vole tous les manuels des enseignants, mais elle se fait prendre par Bart. Ce dernier se dénonce à la place de Lisa et se voit retirer le poste de surveillant.